# Ат (комуна)
Ат (фр. Ath, нід. Aat) — комуна у Валлонії, розташована у провінції Ено, округ Ат. Належить Французькому мовному товариству Бельгії. На площі 126,95 км² проживають 26 799 осіб (густина населення — 211 осіб/км²), з котрих 48,45 % — чоловіки і 51,55 % — жінки. Середній річний дохід на душу населення в 2003 році становив 12 396 євро.
Поштовий код: 7800, 7801, 7802, 7803, 7804, 7810, 7811, 7812, 7822, 7823. Телефонний код: 068.

## Відомі люди
- Анрі Вернс (* 1918) — бельгійський письменник-фантаст французького походження.
- Ернест Франсуа Камбьє — відомий мандрівник.